# Марголит, Евгений Яковлевич
Евгений Яковлевич Марго́лит (род. 2 декабря 1950, Ворошиловград, УССР, СССР) — советский и российский киновед и кинокритик. Кандидат искусствоведения. Главный искусствовед Госфильмофонда РФ.

## Биография
Окончил филологический факультет Луганского педагогического института (1971) и аспирантуру ЛГИТМиКа.
Работал учителем в сельской школе, в системе советского проката, редактором-консультантом в отделах кинопоказа на телевидении (ТВ-6, М1), преподавал на студии «Мосфильм». Выступил как актёр в фильме «Бабник» (1990).
В 1979 году защитил диссертацию на соискание учёной степени кандидата искусствоведения по теме «Эволюция фольклорной традиции в украинском советском кино (1920—1940-е гг.)» (специальность 17.00.03 — «Кино-, теле-и другие экранные искусства»).
Автор книг «Советское киноискусство: Основные этапы становления и развития» (1988), «Изъятое кино: 1924—1953» (1995, в соавторстве с Вячеславом Шмыровым; приз кинопрессы). Автор сценария документального фильма «Антология Российского кино» (2002—2004). Печатается в журналах «Искусство кино», «Сеанс», «Киноведческие записки» и других. Статьи Е. Я. Марголита о мифологии советского кино собраны в книге «Живые и мёртвое: Заметки к истории советского кино 1920—1960-х годов» (2012).

### Личная жизнь
Дочь — Мария Марголит (род. 1989), выпускница ВГИК, киновед.

## Общественная позиция
В марте 2014 году подписал письмо «Мы с Вами!» «КиноСоюза» против российской военной интервенции в Украину. В марте 2022 года подписал коллективное обращение кинокритиков «Против военной агрессии России в Украине».

## Награды
- Премия Гильдии киноведов и кинокритиков России (1998).